# Nivernais

Historische Flagge des Nivernais

Das Nivernais im Königreich Frankreich um 1789

Karte des Nivernais mit der heutigen Verwaltungsaufteilung

Das Nivernais [nivɛʁnɛ] ist eine Landschaft und historische Provinz Frankreichs, die ihren Namen nach dem Hauptort Nevers hat.
Das Gebiet grenzt
- im Norden an das Orléanais,
- im Süden an das Bourbonnais,
- im Westen an das Berry,
- im Osten an Burgund (Bourgogne).

Die Hauptorte des Nivernais sind Nevers, Pouilly-sur-Loire, Cosne-Cours-sur-Loire, Clamecy, Vézelay, Château-Chinon, Decize und Donzy.

## Geschichte
Seit dem 9. Jahrhundert bestand die Grafschaft Nevers und stand unter der Herrschaft verschiedener französischer Adelsfamilien (Burgund-Ivrea, Monceaux, Donzy, Châtillon, Courtenay, Bourbon, Dampierre, Burgund). 1491 bis 1565 regierten die Grafen (seit 1538 Herzöge) aus dem Hause Kleve-Mark, die die Grafschaft 1565 an die italienische Adelsfamilie Gonzaga verkauften. Carlo III. Gonzaga verkaufte das Territorium 1659 an Kardinal Mazarin, der das Gebiet an seinen Neffen abtrat. Die Herrschaft der Familie Mancini währte dann bis zur Französischen Revolution. Nach der Revolution wurde das Territorium im Wesentlichen in das neu geschaffene Département Nièvre und zum kleineren Teil in die Départements Loiret und Cher eingegliedert.